# Fritillaria arafoera
Fritillaria arafoera är en ryggsträngsdjursart som beskrevs av Takasi Tokioka 1956. Fritillaria arafoera ingår i släktet Fritillaria och familjen bägargroddar. Inga underarter finns listade i Catalogue of Life.